# Mule Variations
Mule Variations — дванадцятий студійний альбом автора-виконавця Тома Вейтса, виданий 1999 року. Перший альбом на лейблі ANTI-. Mule Variations знаменує тріумфальне повернення Тома після семи років мовчання з моменту виходу Bone Machine (за цей період вийшов лише The Black Rider (1993), що складається з пісень для музичної казки). Альбом отримав Греммі у номінації «Найкращий альбом сучасного фолку» і був номінований за «Найкраще чоловіче вокальне рок виконання» (пісня «Hold On»). Крім того, було продано понад 500 000 копій у всьому світі. Альбом підтримав тур по Північній Америці та Європі, перший великий тур з 1987 року. В 1999 році вийшло супутнє альбому аудіо-інтерв'ю Mule Conversations. У 2003 році Mule Variations зайняв 416 місце в списку «500 найбільших альбомів усіх часів за версією журналу Rolling Stone».

## Список композицій
Автор музики і слів Том Вейтс і Кетлін Бреннан, якщо не зазначено інше. 
| #     | Назва                      | Автор | Тривалість |
| ----- | -------------------------- | ----- | ---------- |
| 1.    | «Big in Japan»             |       | 4:05       |
| 2.    | «Lowside of the Road»      |       | 2:59       |
| 3.    | «Hold On»                  |       | 5:33       |
| 4.    | «Get Behind the Mule»      |       | 6:52       |
| 5.    | «House Where Nobody Lives» | Вейтс | 4:14       |
| 6.    | «Cold Water»               |       | 5:23       |
| 7.    | «Pony»                     | Вейтс | 4:32       |
| 8.    | «What's He Building?»      | Вейтс | 3:20       |
| 9.    | «Black Market Baby»        |       | 5:02       |
| 10.   | «Eyeball Kid»              |       | 4:25       |
| 11.   | «Picture in a Frame»       |       | 3:39       |
| 12.   | «Chocolate Jesus»          |       | 3:55       |
| 13.   | «Georgia Lee»              |       | 4:24       |
| 14.   | «Filipino Box Spring Hog»  | Вейтс | 3:09       |
| 15.   | «Take It with Me»          |       | 4:24       |
| 16.   | «Come on Up to the House»  |       | 4:36       |
| 70:33 |                            |       |            |

У рекламних цілях вийшов також міні-альбом Hold On, з двома піснями з Mule Variations і двома, невиданими раніше.
| #  | Назва             | Тривалість |
| -- | ----------------- | ---------- |
| 1. | «Hold On»         | 5:34       |
| 2. | «Buzz Fledderjon» | 4:14       |
| 3. | «Big in Japan»    | 4:05       |
| 4. | «Big Face Money»  | 0:38       |

Примітка: Австралійське/Новозеландське та Японське видання Mule Variations як бонус містило «Buzz Fledderjon» і «Big Face Money» під 17 і 18 номерами відповідно.

## Учасники запису
- Том Вейтс — вокал (1-7, 9-16), голос (8), гітара (1, 2, 3, 6, 7, 9, 12), фортепіано (5, 11, 13, 15, 16), орган (3), перкусія (9, 10), чемберлін (9), оптиган (2)
- Ендрю Боргер — барабани (9, 14, 16), перкусія (14)
- Ральф Карні — труба (1), саксофон (1, 16), бас-кларнет (10)
- Лес Клейпул — бас-гітара (1)
- Грег Коен — бас-гітара (11, 12, 15), перкусія (10)
- Лінда Делюка-Гідоссі — скрипка (13)
- Дальтон Діллінхем Третій — бас-гітара (13)
- Джо Гор — гітара (3, 16)
- Кріс Греді — труба (2, 14)
- Джон Хаммонд — блюзова гармоніка (7)
- Стівен Ходжес — перкусія (1)
- Смокі Хормел — гітара (4), добро (7)
- Ларрі ЛаЛонд — гітара (1)
- Брайан Мантіа — барабани (1)
- Крістофер Марвін — барабани (6)
- Чарлі Мусселвайт — блюзова гармоніка (4, 12, 14, 16)
- Нік Фелпс — баритон-саксофон (11, 16)
- Ларрі Роудс — контрафагот (10)
- Марк Рібо — гітара (3, 9, 10, 14, 19)
- Джефф Слон — перкусія (8)
- Ларрі Тейлор — бас-гітара (3, 4, 5, 6, 14, 16), гітара (14), ритм-гітара (5)